# 電線管

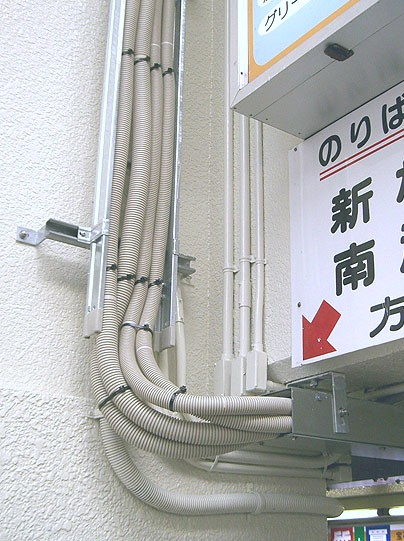
電線管により施工された工事（左:PF管、右:金属管）

電線管（でんせんかん）は、電線を収める金属製あるいは合成樹脂製の管（パイプ）状の電設資材である。ケーブル工事においては外装を保護する保護管として用いられる。

## 概要
電線管は電気の伝送に用いられる電線を収納し、保護する役割をしている。電気設備の技術基準の解釈（以降、電技解釈）において低圧の屋内配線、屋側配線又は屋外配線の方法として定められている合成樹脂管工事（電技解釈 第158条）、金属管工事（電技解釈 第159条）及び金属可とう電線管工事（電技解釈 第160条）では屋外用ビニル絶縁電線を除く絶縁電線を用いることとなっている。絶縁被覆の上に保護被覆を持つケーブルを収める場合はケーブル工事（電技解釈 第164条）となる。
露出配管ではサドルなどの配管支持材を用いて構造物に固定される。また、配管支持用の形鋼（「ダクターチャンネル」や「Eハンガー」等）を利用することでより自由度の高い配管工事ができる。
電線管への電線の通線、電線管の曲げ、ねじ切り、接続は電気工事士でなければ行うことができない。電気工事士の筆記試験では工事の内容に適切な電線管の選択を問う問題、技能試験では実際に電線管を加工する問題が出題される。
ケーブル（電纜）を収容するもの、特に埋設用のものは電纜管（でんらんかん）とも呼ばれた。

### 電線管の役割
- 電線類の物理的な保護
- 収容電線類の絶縁性能が悪化しても外部への漏電の影響を低減する
- 金属製電線管路は電磁遮蔽効果があり、環境の磁界強度を減少できる
- 電線からの火災拡大の防止、火災時の電線類の保護（耐燃性のないものを除く）
- 電線類を隠し美観性を保つ
- 隠蔽配線における電線類の入れ替え等、メンテナンスを容易にする

## 種類

### 鋼製電線管

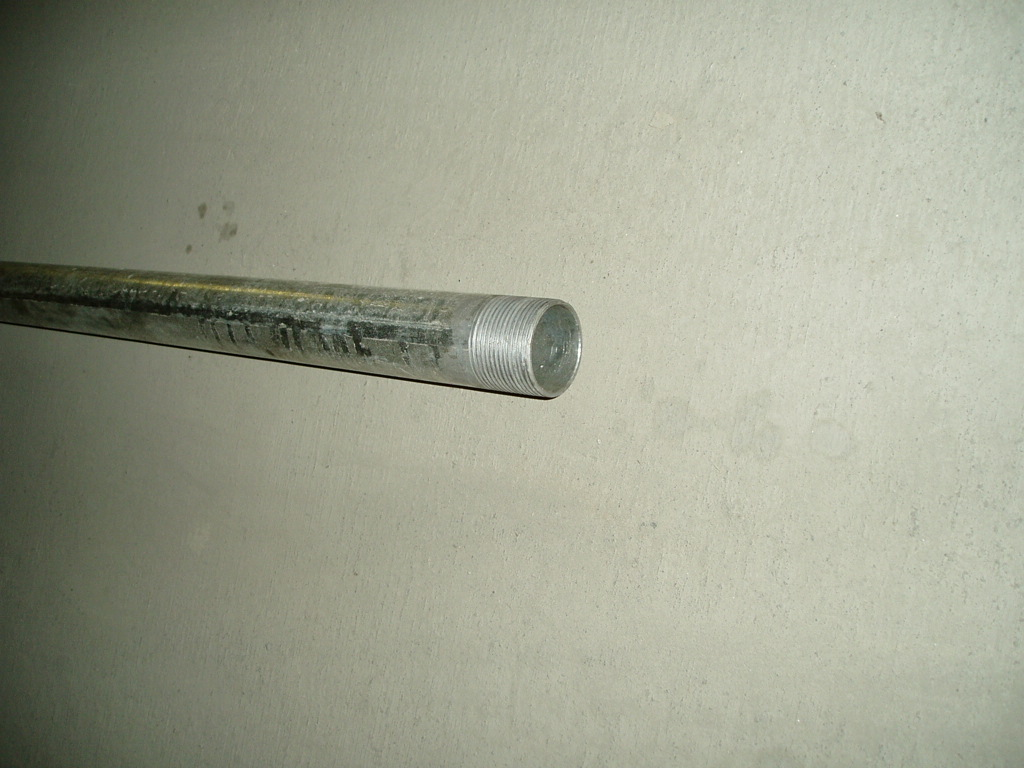
厚鋼電線管(G36)の管口。ねじをきってある

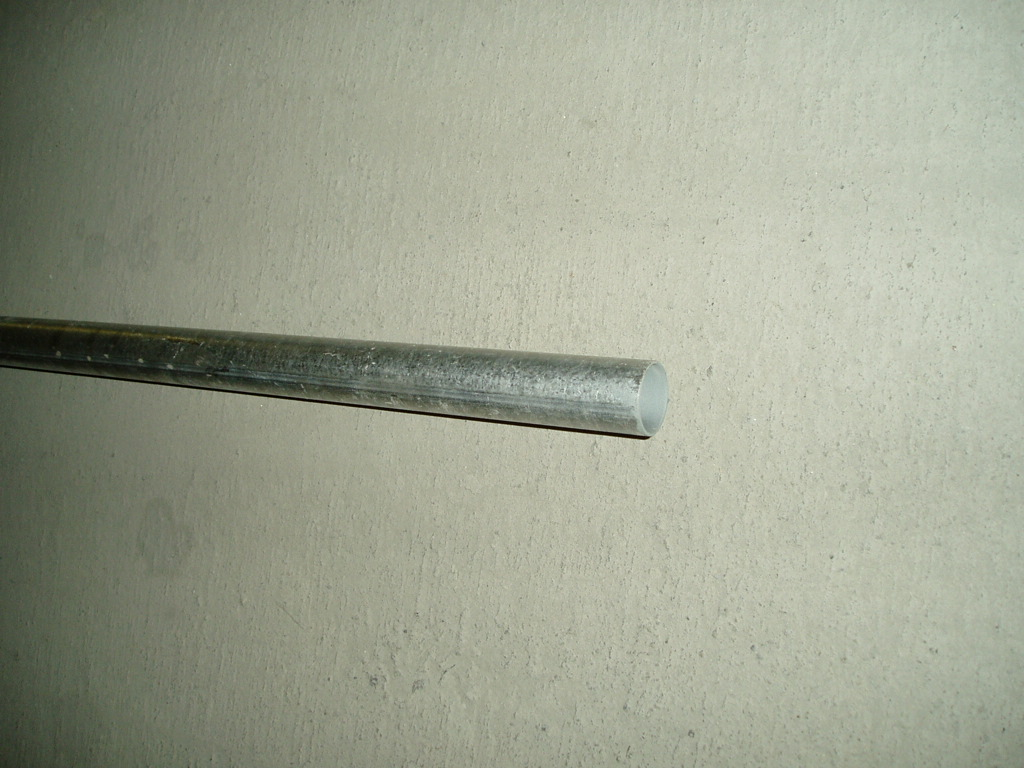
ねじなし電線管(E25)の管口。ねじがない

金属製の電線管（鋼管）で、屋内・屋外を問わず広く利用されている。金属管とも呼ばれる。可撓性がない（管を容易に曲げることができない）ことから、配管の曲げをつくるにはパイプベンダー（配管用工具の一種）を利用するなどして金属製電線管そのものを曲げるか、あらかじめ曲げてある附属品のノーマルベンドを使用する。JIS C 8305で規格化されており、次の三種類がある。定尺は3.66メートルである。

#### 厚鋼電線管（あつこうでんせんかん）
金属製電線管のうち管の肉厚が厚いもの。機械的強度に優れており、主に屋外や工場内の金属管工事に使用される。
管の記号Gと内径に近しい偶数の呼び径を合わせて表される（例：G22）。管の記号からG管とも呼ばれる。
屋外や重塩害地域でも無塗装で使用可能な溶融亜鉛メッキ仕上げを標準とする（マルイチ鋼管）、屋内及び塗装仕上げにて屋外使用可能な電気亜鉛メッキ仕上げと溶融亜鉛メッキ仕上げの両方をそろえる（パナソニック）など、製造メーカにより工夫が凝らされている。

#### 薄鋼電線管（うすこうでんせんかん）
金属製電線管のうち管の肉厚が薄いもの。屋内の金属管工事に使用されることが多い。
管の記号Cと外径と近しい奇数の呼び径を合わせて表示される（例：C25）。管の記号からC管とも呼ばれる。

#### ねじなし電線管
厚鋼・薄鋼電線管とは異なり管端にねじが切られていないもの。ねじ山の厚みがないため薄鋼電線管よりも管の肉厚が薄く、管を通す電線の本数を増やすことができる。
管の記号Eと外径と近しい奇数の呼び径を合わせて表示される（例：E25）。管の記号からE管とも呼ばれる。
厚鋼電線管、薄鋼電線管とも管の両端に雄ねじを切り、電線管相互やボックスとの接続が行われる。電線管相互の接続は両側が雌ねじとなっている専用のカップリングを用いられる。露出スイッチボックスや丸形露出ボックスには接続部に雌ねじがついており、電線管を直接ねじ込んで接続される。分電盤やプルボックス、アウトレットボックスなどへの接続はノックアウトを開けてロックナットで挟み込んで固定される。厚鋼と薄鋼ではねじ山の形状が異なるため、径が近しい部材であっても併用はできず、それぞれに専用の附属品が必要である。
一方、ねじなし電線管は管の側面からビスで締め付けて接続する専用のカップリングやボックスコネクタが用いられ、電線管同士の接続やボックス類との接続の際に、管にねじを切って接続するという工法に比べ、省力化が期待できる。ただし、ねじ山がないため、防水性で劣るなどの欠点もある。
ケーブルや弱電線を収める場合には金属管工事とはならないため、厚鋼電線管や薄鋼電線管であっても適合したサイズのねじなしのカップリングやボックスコネクタなどの付属品を用いた工法とすることができ、省力化が図ることができる。

#### ライニング鋼管
鋼製電線管を合成樹脂で被覆した電線管であり、JIS C 8380「ケーブル保護用合成樹脂被覆鋼管」で規格化されている。内外面ともに被覆した鋼管（LL）と、外面のみ被覆し、内面を塗装した鋼管（LT）の2種類がある。管の呼びは鋼管の呼びに被覆の種類を合わせて表される（例：G22LL）が、PEGなどでも表される。規格の名称はケーブル保護用となっているが、電気用品安全法に適合した製品であれば、絶縁電線を収める金属管工事にも用いることができる。
ライニング加工の分だけ外径が大きく呼びサイズのままの固定金具では　ライニング被膜を損傷する事があるので固定金具のサイズ検討が必要である（例：G42＝外径φ47.8、G42LL＝外径φ49.0、C51用のダクタークリップを適用）。

### 金属製可とう電線管

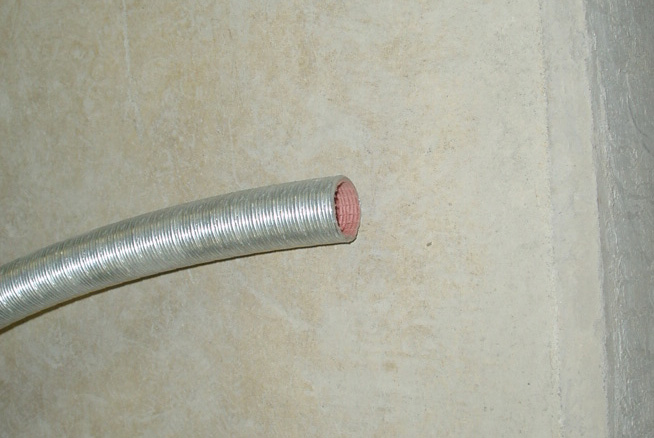
2種金属製可とう電線管

鋼製電線管とは異なり、可撓性があり管を自由に曲げることができる。エキスパンションジョイントの付近や振動する電動機への接続といった電線管が緊結できない部分で用いられるほか、金属管と併用されることが多く、分電盤や機器の付近まで金属管を配管し、可とう管で接続するという形で使用される。JIS C 8309で規格化されている二種金属製可とう電線管とビニル被覆二種金属製可とう電線管、および同規格の付属書Aに示されている一種金属性可とう電線管とビニル被覆一種金属性可とう電線管があるが、絶縁電線を収める金属可とう電線管工事に用いることができるのは前者2つの二種可とう管に限られる。JIS では管の記号が定められていないが、国交省の官庁営繕工事の技術基準では二種可とう管の記号F2とビニル被覆二種可とう管の記号F2WPが定められている（例：F2 24）。
二種可とう管は三桂製作所の商品名であるプリカチューブや、この略称であるプリカで呼ばれることも多い。

### 合成樹脂製可とう電線管
単に「可とう管」とも呼ばれる。JIS C 8411で規格化されており、細分すると次の二種類がある。

#### PF管（Plastic Flexible conduit、ピーエフかん）
自己消火性がある合成樹脂管で、単層のPFSと複層のPFDがある。屋外での露出配管、家屋の隠蔽配管などに利用される。元々は難燃性であるポリ塩化ビニル製であったが（このタイプは屋外耐候性あり）。CD管と同じポリエチレン樹脂（可燃性）に臭素系難燃剤（ポリ臭化ビフェニル等）を添加することで難燃性を付加したものがあり　このタイプは屋外での耐候性が全く無いため取り扱いに注意する（パナソニック製のパナフレキエーススルーが該当する）。複層PFDも2種類あり　やはり屋外での耐候性が全く異なる。芯がポリエチレン・外装がポリ塩化ビニルの物＝屋外耐候性良好（旧品のパナフレキ　現パナフレキPV　ミラフレキ等がこれに該当）。芯・外装ともポリエチレン＝屋外での耐候性は大幅に劣る（パナフレキPFDスルーが該当）。

#### CD管（Combined Duct、シーディーかん）
耐燃性のない合成樹脂管。コンクリート埋設用を想定しているが、PF管より単価が安いため代用品として利用する例が増えたことから、区別のために着色されている。メーカー側ではケーブル保護用であれば電線管扱いにならず内線規定には抵触しないため、露出配管ではPF管を「推奨」としている。当初は様々な色があったが、ある時期を境にオレンジ色に統一されたという。

### 硬質ポリ塩化ビニル電線管
ポリ塩化ビニル製の可撓性がない電線管で、金属管と同じく屋内・屋外問わず広く利用されているほか、ポリ塩化ビニル製のため腐食に強く、地中埋設電路における管路（電技解釈 第120条第2項）としても用いられる。基本的には直線で伸ばしたい箇所に用いられるが、バーナーで炙ったりノーマルベンドなどで曲げることもできる。JIS C 8430で規格化されている。管の記号はVEで、内径に近しい偶数の呼び径を合わせて表される（例：VE22）。定尺は4メートルである。VE管とも呼ばれる。

### その他

#### 波付硬質合成樹脂管
地中埋設用の配管。FEP管ともいう。JIS C3653「電力用ケーブルの地中埋設の施工方法」に規格がある。

#### ステンレス電線管
食品・医薬品工場など衛生規定が厳しい施設や、沿岸部など腐食が進みやすい環境向けにステンレスを採用した配管。

#### フレキシブル電線管
可動部などの頻繁な変形が想定される部分に使用される電線管である。

## 電線管附属品
カップリング
種類が同じ電線管を接続する継手
コンビネーションカップリング
種類が異なる電線管を接続する継手
コネクタ
分電盤やプルボックスなどへの接続に用いられる。
エンド
コンクリート打込配管で型枠に伏せて用いられる。

### 硬質電線管
ノーマルベンド
あらかじめ直角に曲げられた電線管
ユニバーサル
電線管の分岐部や出隅などで用いられ、通線のために側面を開けることができる。
丸形露出ボックス
電線管の中間分岐や電線の接続に用いられるほか、非常灯や感知器などの取付けに用いられる。
露出スイッチボックス
埋込スイッチや埋込コンセントなどの配線器具の取付けに用いられる。
エントランスキャップ
垂直に立ち上げた管の頂部に取り付けられ、電線の引込みに用いられる。
ターミナルキャップ
水平に突き出した管の端部に取り付けられ、電線の引込みに用いられる。